# Organizație internațională

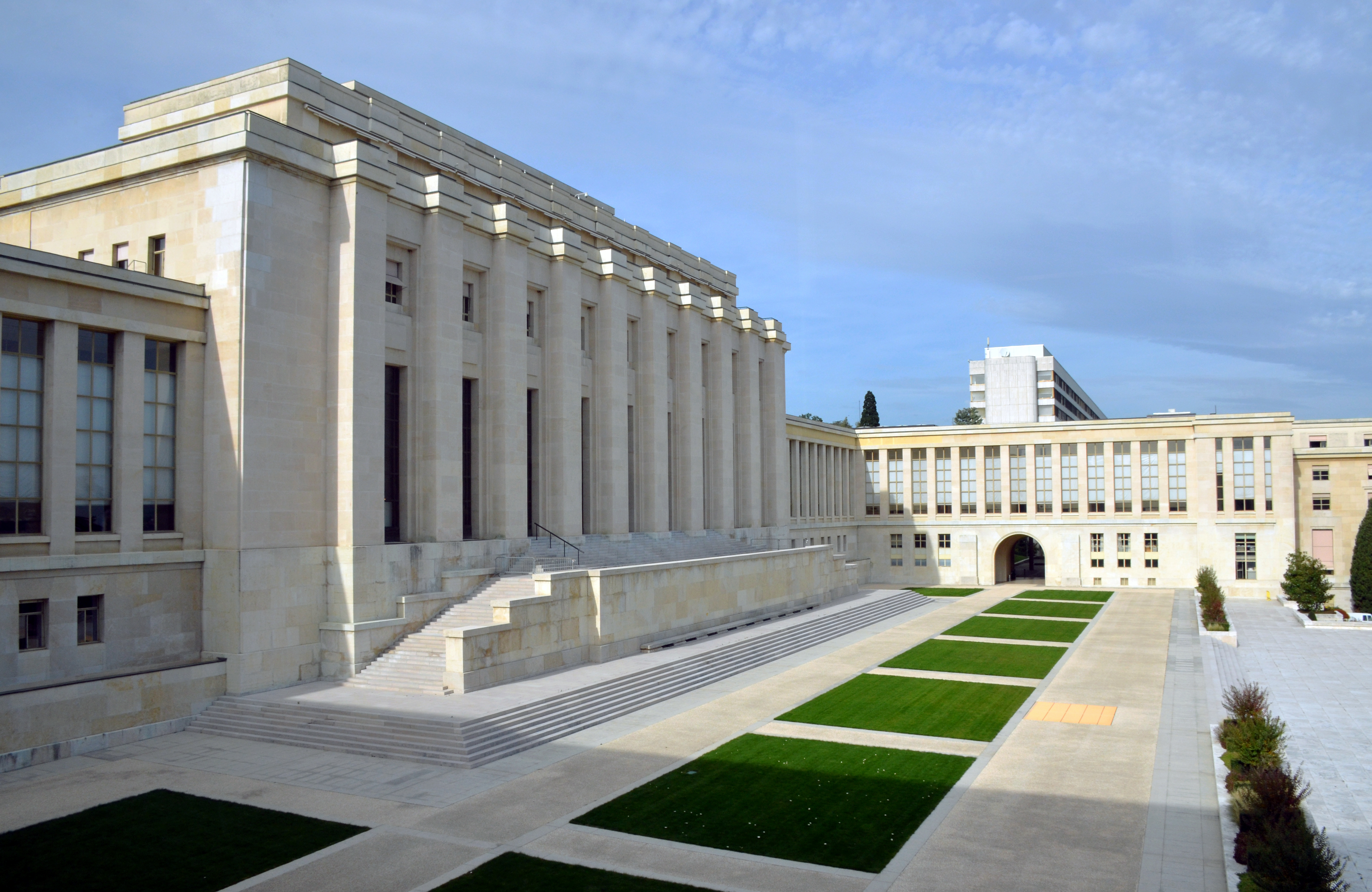
Birourile Organizației Națiunilor Unite din Geneva (Elveția), orașul care găzduiește cel mai mare număr de organizații internaționale din lume.

O organizație internațională (organizație interguvernamentală) este o organizație înființată printr-un tratat sau alte instrumente reglementate de dreptul internațional și care deține propria personalitate juridică internațională, cum ar fi Organizația Națiunilor Unite, Organizația Mondială a Sănătății și NATO. Organizațiile internaționale sunt compuse în principal din state membre, dar pot include și alte entități, ar fi alte organizații internaționale. În plus, entitățile (inclusiv statele) pot deține statutul de observator.
Printre exemplele notabile se numără Organizația Națiunilor Unite (ONU), Organizația pentru Securitate și Cooperare în Europa (OSCE), Banca Reglementelor Internaționale (BIS), Consiliul Europei (COE), Organizația Internațională a Muncii (OIM) și Organizația Internațională de Poliție Penală (INTERPOL).